# Ринтала, Пааво
Пааво Ринтала (фин. Paavo Rintala; 20 сентября 1930, Выборг, тогда Финляндия — 8 августа 1999, Киркконумми) — финский писатель и переводчик.

## Биография
Отец погиб в 1940 году во время советско-финской войны. После его смерти семья обосновалась в Оулу, где Пааво окончил лицей. В лицее начал писать стихи, переводил Эдгара По, много читал (Лев Толстой, Достоевский, Бальзак, Стендаль, Камю, Хемингуэй). Учился в Хельсинкском университете, изучал теологию. С 1955 занимался литературой и журналистикой, работал в стилистике нового журнализма. С 1960 вместе с семьей жил в Киркконумми. Участвовал в движении за мир, был близок к Урхо Кекконену, сопровождал его в поездках по СССР.
Переводил стихи Целана, Бобровского, Деборы Вааранди, Виктора Кривулина (1994, вместе с Юккой Малиненом).

## Произведения

### Романы
- 1954: Евангелие мертвых/ Kuolleiden evankeliumi
- 1955: Rikas ja köyhä
- 1956: Lakko
- 1958: Мальчишки/ Pojat (экранизирован в 1962)
- 1959: Pikkuvirkamiehen kuolema
- 1959: Бог есть красота/ Jumala on kauneus (телефильмы — 1985, 2005)
- 1960: Моя бабушка и Маннергейм/ Mummoni ja Mannerheim (первый роман трилогии; телесериалы — 1971, 1980)
  - 1961: Mummoni ja marsalkka
  - 1962: Mummon ja marskin tarinat
- 1963: Партизаны/ Sissiluutnantti (экранизирован в 1963)
- 1965: Keskusteluja lasten kanssa
- 1965: Sukeltaja
- 1966: Sotilaiden äänet
- 1967: Sodan ja rauhan äänet
- 1968: Ленинградская симфония судьбы/ Leningradin kohtalosinfonia
- 1969: Paasikiven aika
- 1970: Kekkosen aika
- 1970: Valitut teokset
- 1972: Viapori 1906
- 1972: Paavalin matkat
- 1974: Romeo ja Julia häränvuonna
- 1976: Линия кожевников/ Nahkapeitturien linjalla I
  - 1979: Nahkapeitturien linjalla II
- 1982: Puolan malja
- 1982: Valehtelijan muistelmat
- 1984: Eläinten rauhanliike
- 1985: Vänrikin muistot
- 1987: St. Petersburgin salakuljetus
- 1990: Minä, Grünewald
- 1991: Сарматский Орфей/ Sarmatian Orfeus
- 1993: Aika ja uni
- 1994: Marian rakkaus
- 1996: Фауст/ Faustus

### Малая проза
- 1963: Eino (семь новелл)
- 1964: Palvelijat hevosten selässä
- 1969: Napapiirin äänet
- 1982: Velkani Karjalalle

### Пьесы
- 1968: Leningradin kohtalosinfonia (радиопьеса по одноименному роману)
- 1978: Eeva Maria Kustaava (по роману Моя бабушка и Маннергейм; российская постановка, 2012 — )
- 1981: Dostojevskin galleriat (телефильм — 1983)
- 2000: Век сновидений/ Aika ja uni (либретто оперы по одноименному роману, опубл. посмертно)

### Репортажи
- 1970: Vietnamin kurjet
- 1983: Maatyömies ja kuu
- 1984: Porvari Punaisella torilla
- 1986: Carossa ja Anna

## Публикации на русском языке
- Слуги в сёдлах // Современная финская повесть. — Л.: Художественная литература, 1976.

## Признание
- Премия Pro Finlandia (1971).
- Орден Белой звезды V класса (16 мая 1995, Эстония)[3].
- Шестикратный лауреат Финской литературной премии, премии Финляндия (1991), премии Рунеберга (1994).